# یواس‌اس پاناما (اس‌پی-۱۰۱)
یواس‌اس پاناما (اس‌پی-۱۰۱) (به انگلیسی: USS Panama (SP-101)) یک کشتی بود که طول آن ۷۸ فوت (۲۴ متر) بود. این کشتی در سال ۱۹۱۴ ساخته شد.